# Крістіан Сінегель
Крістіан Сінегель (фр. Christian Synaeghel, нар. 28 січня 1951, Леффренкук) — французький футболіст, що грав на позиції півзахисника за «Сент-Етьєн», «Мец» та національну збірну Франції.

## Клубна кар'єра
У дорослому футболі дебютував 1969 року виступами за другу команду «Сент-Етьєнв», а з наступного року почав залучатися до лав головної команди клубу. Відіграв за неї наступні вісім сезонів своєї ігрової кар'єри, протягом яких по три рази ставав чемпіоном Франції та вигравав Кубок країни. 
1978 року перейшов до «Меца», у складі якого провів наступні чотири роки своєї кар'єри гравця. 
Завершував ігрову кар'єру протягом 1982–1985 років виступами за нижчолігові «АС Роанн» та «Л'Етрат Спортіф».

## Виступи за збірну
1974 року дебютував в офіційних матчах у складі національної збірної Франції.
Загалом протягом чотирирічної кар'єри в національній команді провів у її формі 5 матчів.

## Титули і досягнення
- Чемпіон Франції (3):

«Сент-Етьєн»: 1973-1974, 1974-1975, 1975-1976
- Володар Кубка Франції (3):

«Сент-Етьєн»: 1973-1974, 1974-1975, 1976-1977